# Sudan ai Giochi olimpici
Il Sudan ha partecipato per la prima volta ai Giochi olimpici nel 1960.
Gli atleti sudanesi hanno vinto una medaglia ai Giochi olimpici estivi, con Ismail Ahmed Ismail, mentre non hanno mai partecipato ai Giochi olimpici invernali.
Il Comitato Olimpico Sudanese, creato nel 1956, venne riconosciuto dal CIO nel 1959.

## Medaglieri

### Medaglie alle Olimpiadi estive
| Giochi                 | Oro              | Argento          | Bronzo           | Totale           |
| ---------------------- | ---------------- | ---------------- | ---------------- | ---------------- |
| Roma 1960              | 0                | 0                | 0                | 0                |
| Tokyo 1964             | non partecipante | non partecipante | non partecipante | non partecipante |
| Città del Messico 1968 | 0                | 0                | 0                | 0                |
| Monaco 1972            | 0                | 0                | 0                | 0                |
| Montreal 1976          | non partecipante | non partecipante | non partecipante | non partecipante |
| Mosca 1980             | non partecipante | non partecipante | non partecipante | non partecipante |
| Los Angeles 1984       | 0                | 0                | 0                | 0                |
| Seoul 1988             | 0                | 0                | 0                | 0                |
| Barcellona 1992        | 0                | 0                | 0                | 0                |
| Atlanta 1996           | 0                | 0                | 0                | 0                |
| Sydney 2000            | 0                | 0                | 0                | 0                |
| Atene 2004             | 0                | 0                | 0                | 0                |
| Pechino 2008           | 0                | 1                | 0                | 1                |
| Londra 2012            | 0                | 0                | 0                | 0                |
| Rio de Janeiro 2016    | 0                | 0                | 0                | 0                |
| Tokyo 2020             | 0                | 0                | 0                | 0                |
| Parigi 2024            | 0                | 0                | 0                | 0                |
| Totale                 | 0                | 1                | 0                | 1                |

### Medagliati
| Medaglia | Atleta              | Edizione     | Sport            | Evento             |
| -------- | ------------------- | ------------ | ---------------- | ------------------ |
| Argento  | Ismail Ahmed Ismail | Pechino 2008 | Atletica leggera | 800 metri maschili |